# Тханесар
Тханесар (гінді थानेसर, англ. Thanesar) або Курукшетра (гінді कुरुक्षेत्र, англ. Kurukshetra) — місто на півночі індійського штату Хар'яна, адміністративний центр округу Курукшетра, важивий центр паломництва індусів. Історично місто є злиттям колишніх міст Тханесар і Курукшетра, звідси дві назви. Тханесар сполучений дорогами з Делі (на півдні) і Амрітсаром (на півночі).
Місто також є ділянкою раннєарійського поселення (близько 1500 року до н. е.), що асоціюється з легендами Махабхарати, воно було згадано в вершому вірші Бхаґавад-Ґіти. Став міста, Брахма-Саровар, за легендою був збудований раджею Куру, предком Пандавів і Кауравів в поемі Махабхарата, сама назва «Курукшетра» означає «поле Куру». Фестиваль омовіння у ставу приваблює до півмільйону паломників під час сонячних затемнень. Крім того, у місті знаходиться багато історичних храмів, форт і мавзолей Шейха Чіллі Джалала. У місті діє університет Курукшетри та кілька інших вищих навчальних закладів.

## Ресурси Інтернету
- Kurukshetra Енциклопедія Британніка